# Рыцарь ночи (фильм, 1954)
«Рыцарь ночи» (фр. Le Chevalier de la nuit; другое название — «Ночной кавалер») — французский кинофильм с Луи де Фюнесом.

## Сюжет
Известная балерина Бэлла Фонтанж несчастлива в браке со своим молодым мужем Жоржем де Сегаром. Однажды во время ночной грозы пара оказывается в небольшом замке. Владелец замка предлагает Жоржу отделить в нём доброе начало от злого. Операция проходит успешно, но зло пересиливает, и Жорж становится ещё более жестоким и циничным по отношению к своей жене.

## В ролях
- Луи де Фюнес — портной
- Рене Сен-Сир — Белла Фонтанж, знаменитая танцовщица
- Жан-Клод Паскаль — муж Джордж Найт
- Жан Серве — владелец замка
- Грегуар Аслан — полицейский
- Аннет Пуавре — Бланш
- Франсуа Мартин — виконт де Сент-Андре
- Мари-Жозе Дарен — девушка